# Florian Szulc
Florian Władysław Szulc (ur. 28 kwietnia 1891 w Stepaniu, zm. wiosną 1940 w Charkowie) – major piechoty Wojska Polskiego, kawaler Orderu Virtuti Militari, ofiara zbrodni katyńskiej.

## Życiorys
Syn Teodora i Florentyny z Zollów urodzony w Stepaniu, w ówczesnym powiecie rówieńskim guberni wołyńskiej. Absolwent szkoły powszechnej w Żytomierzu. Kontynuował naukę w szkole technicznej w miejscowości Śmieła k. Kijowa oraz w szkole realnej we Lwowie. Od 1915 w armii rosyjskiej. W 1917 wstąpił do I Korpusu Polskiego, skierowany do 4 pułku strzelców polskich. W 1919 wstąpił do WP, przydzielony do 3 pułku strzelców wielkopolskich (późniejszy 57 pp). Walczył w wojnie 1920.
Po zakończeniu wojny kontynuował służbę w 57 pułku piechoty w Poznaniu. 3 maja 1922 został zweryfikowany w stopniu kapitana ze starszeństwem z 1 czerwca 1919 i 1744. lokatą w korpusie oficerów piechoty. 18 lutego 1928 został mianowany majorem ze starszeństwem z 1 stycznia 1928 i 182. lokatą w korpusie oficerów piechoty. W kwietniu 1928 został wyznaczony w 57 pp na stanowisko dowódcy III batalionu. W lipcu 1929 został przeniesiony do 81 pułku piechoty w Grodnie na stanowisko dowódcy II batalionu detaszowanego w Sokółce. W grudniu 1932 został przesunięty w 81 pp na stanowisko kwatermistrza. W kwietniu 1935 został przeniesiony do Powiatowej Komendy Uzupełnień Warszawa Miasto IV na stanowisko komendanta. W 1938 roku kierowana przez niego jednostka została przemianowana na Komendę Rejonu Uzupełnień Warszawa IV, a zajmowane przez niego stanowisko otrzymało nazwę „komendant rejonu uzupełnień”.
W kampanii wrześniowej w Ośrodku Zapasowym 15 Dywizji Piechoty. Po agresji ZSRR na Polskę wzięty do niewoli sowieckiej i przewieziony do obozu w Starobielsku. Wiosną 1940 został zamordowany w Charkowie przez funkcjonariuszy NKWD i potajemnie pogrzebany w mogile zbiorowej w Piatichatkach, gdzie od 17 czerwca 2000 mieści się oficjalnie Cmentarz Ofiar Totalitaryzmu w Charkowie. Figuruje na Liście Starobielskiej pod poz. 3799.
5 października 2007 minister obrony narodowej Aleksander Szczygło – decyzją nr 439/MON – mianował go pośmiertnie na stopień podpułkownika. Awans został ogłoszony 9 listopada 2007 w Warszawie, w trakcie uroczystości „Katyń Pamiętamy – Uczcijmy Pamięć Bohaterów”.

## Ordery i odznaczenia
- Krzyż Srebrny Orderu Virtuti Militari nr 2314 – 19 lutego 1921[21][22][23]
- Krzyż Walecznych trzykrotnie[24]
- Złoty Krzyż Zasługi – 10 listopada 1938 „za zasługi w służbie wojskowej”[25][24]
- Medal Niepodległości – 25 stycznia 1933 „za pracę w dziele odzyskania niepodległości”[26][27][2]
- Medal Pamiątkowy za Wojnę 1918–1921 „Polska Swemu Obrońcy”[1]
- Medal Dziesięciolecia Odzyskanej Niepodległości[1]
- Medal Międzysojuszniczy „Médaille Interalliée”[28]
- Odznaka za Rany i Kontuzje[29]

9 maja 1938 Komitet Krzyża i Medalu Niepodległości ponownie rozpatrzył wniosek mjr. Szulca, lecz Krzyża Niepodległości mu nie przyznał.